# Megacheilacris megacephala
Megacheilacris megacephala är en insektsart som först beskrevs av Bruner, L. 1907.  Megacheilacris megacephala ingår i släktet Megacheilacris och familjen Romaleidae. Inga underarter finns listade i Catalogue of Life.